# Gosmer Toft
Gosmer Toft er i dag en bebyggelse på 1½ td.ld, men var oprindelig en udflyttergård fra Gosmer på ca. 60 td. ld., beliggende i den yderste nordlige del mod Over Randlev. Der var således i de første ca. 120 år adgang til bebyggelsen fra Gosmer, men denne blev sløjfet i forbindelse med nyt stuehusbyggeri omkring 1920, hvor samtidig en ny adgang blev etableret fra Hesselbjergvej i Randlev Sogn.
|  | Denne artikel kan blive bedre, hvis der indsættes geografiske koordinater Denne artikel omhandler et emne, som har en geografisk lokation. Du kan hjælpe ved at indsætte koordinater i wikidata. |

|  | Denne artikel om en bygning eller et bygningsværk kan blive bedre, hvis der indsættes et (bedre) billede. Du kan hjælpe ved at afsøge Wikimedia Commons for et passende billede eller lægge et op på Wikimedia Commons med en af de tilladte licenser og indsætte det i artiklen. |